# Бушареб, Рашид
Рашид Бушареб (фр. Rachid Bouchareb, 1 сентября 1953, Париж) – французский кинорежиссёр, сценарист и  продюсер алжирского происхождения.

## Биография
В 1977—1984 годах работал ассистентом режиссёра на государственном и частном телевидении, снял несколько короткометражных лент. Первый полнометражный фильм Бушареба появился в 1985 году.

## Фильмография

### Полнометражные фильмы
- 1985 : Батон-Руж / Bâton Rouge
- 1991 : Cheb (премия юношеского жюри Каннского МКФ)
- 1994 : Пыль жизни / Poussières de vies (номинация на Оскар за лучший фильм на иностранном языке)
- 2001 : Маленький Сенегал / Little Senegal (номинация на Золотого медведя Берлинского МКФ, премия за лучший полнометражный фильм на Миланском фестивале кино Африки, Азии и Латинской Америки)
- 2006 : Патриоты/ Indigènes / Days Of Glory (номинация на Оскар за лучший фильм на иностранном языке, номинация на Золотую пальмовую ветвь Каннского МКФ, две номинации на премию «Сезар», Премия французской кинопрессы)
- 2009 : Лондон-Ривер / London River (премия экуменического жюри Берлинского МКФ)
- 2010 : Вне закона (номинация на Оскар за лучший фильм на иностранном языке, номинация на Золотую пальмовую ветвь Каннского МКФ)
- 2013 : Путь врага
- 2014 : Двое в городе
- 2018 : Коп из Бельвиля

### Короткометражные фильмы
- 2004: Le vilain petit poussin (номинация на Золотого медведя Берлинского МКФ в категории лучший короткометражный фильм)
- 2005: L'ami y'a bon
- 2007: Djebel

### Телефильмы
- 1992: Des années déchirées
- 1997: L'honneur de ma famille
- 2016: Дорога в Стамбул

## Признание
Номинант и лауреат многих национальных и международных премий. Член жюри Каннского МКФ (2008).